# Lijst van voetbalinterlands Bermuda - Puerto Rico (vrouwen)
Deze lijst van voetbalinterlands is een overzicht van alle officiële voetbalinterlands tussen de nationale vrouwenteams van Bermuda en Puerto Rico. De landen hebben tot nu toe één keer tegen elkaar gespeeld.

## Wedstrijden
| № | Plaats | Datum            | Competitie                | Wedstrijd             | Uitslag |
| - | ------ | ---------------- | ------------------------- | --------------------- | ------- |
| 1 | Couva  | 23 augustus 2014 | CFU Women's Caribbean Cup | Bermuda − Puerto Rico | 1 − 5   |

## Samenvatting
| Competitie                | Totaal gespeeld | Winst Bermuda | Gelijk | Winst Puerto Rico | Doelsaldo Bermuda – Puerto Rico |
| ------------------------- | --------------- | ------------- | ------ | ----------------- | ------------------------------- |
| CFU Women's Caribbean Cup | 1               | 0             | 0      | 1                 | 1 − 5                           |
| Totaal                    | 1               | 0             | 0      | 1                 | 1 − 5                           |